# Kirkehistoriske samlinger
Kirkehistoriske samlinger er et dansk videnskabeligt tidsskrift for kirkehistorie. Tidsskriftet er udgivet siden 1849 og udkommer med ét årligt nummer. Tidsskriftet er Danmarks eneste videnskabelige tidsskrift for dansk kirkehistorie. 
Det udgives af Selskabet for Danmarks Kirkehistorie, hvis styrelse er selvsupplerende blandt Danmarks førende kirkehistorikere. Styrelsen vælger en redaktør, der konstituerer en redaktion. Tidsskriftet udgives i dag på kommission hos Syddansk Universitetsforlag.
De første 26 bind frem til og med 1913 er tilgængelige online hos Slægtsforskernes Bibliotek